# Periplaneta ferreirae
Periplaneta ferreirae es una especie de cucaracha perteneciente al género Periplaneta, categorizada en la familia Blattidae, orden Blattodea.

Fue descrita por primera vez en 1963 por Karlis Princis. Aparece registrada y publicada en una sección de Blattariae. Revision der südafrikanischen Blattarienfauna. In South African Animal Life. Results of the Lund University Expedition in 1950-1951. Swedish Natural Resource Council, Stockholm. Vol. 9, p. 9–318 de 1963.

## Distribución
La especie se distribuye por África, en Mozambique.